# هری ایوانز (بازیکن فوتبال، زاده۱۹۱۹)
هری ایوانز (انگلیسی: Harry Evans; ۱۷ آوریل ۱۹۱۹ – ۲۲ دسامبر ۱۹۶۲) بازیکن فوتبال اهل بریتانیا بود.
از باشگاه‌هایی که در آن بازی کرده‌است می‌توان به باشگاه فوتبال فولام، باشگاه فوتبال ووکینگ، باشگاه فوتبال ساوت‌همپتون، باشگاه فوتبال اکستر سیتی، و باشگاه فوتبال رومفورد اشاره کرد.